# Argentinské námořní letectvo
Argentinské námořní letectvo (oficiálně španělsky Comando de Aviación Naval, zkratkou COAN, „Velitelství námořního letectva“, či zkráceně jen Aviación Naval - „Námořní letectvo“) je letecká složka Argentinského námořnictva (Armada de la República Argentina). V jeho rámci tvoří, spolu s velitelstvími hladinových (Comando de la Flota de Mar) a ponorkových sil (Comando de la Fuerza de Submarinos) a námořní pěchoty (Comando de la Infantería de Marina), námořní součást ozbrojených sil Argentiny.
V době války o Falklandy, jediného konfliktu s cizí mocností v dějinách Aviación Naval, jeho piloti prokázali značnou bojovu připravenost a odvahu, a, navzdory nedostatečným zdrojům a utrpěným těžkým ztrátám, způsobili citelné ztráty britskému operačnímu svazu, ačkoliv mu nebyli schopni zabránit ve znovuobsazení Falkland. 

## Přehled letecké techniky

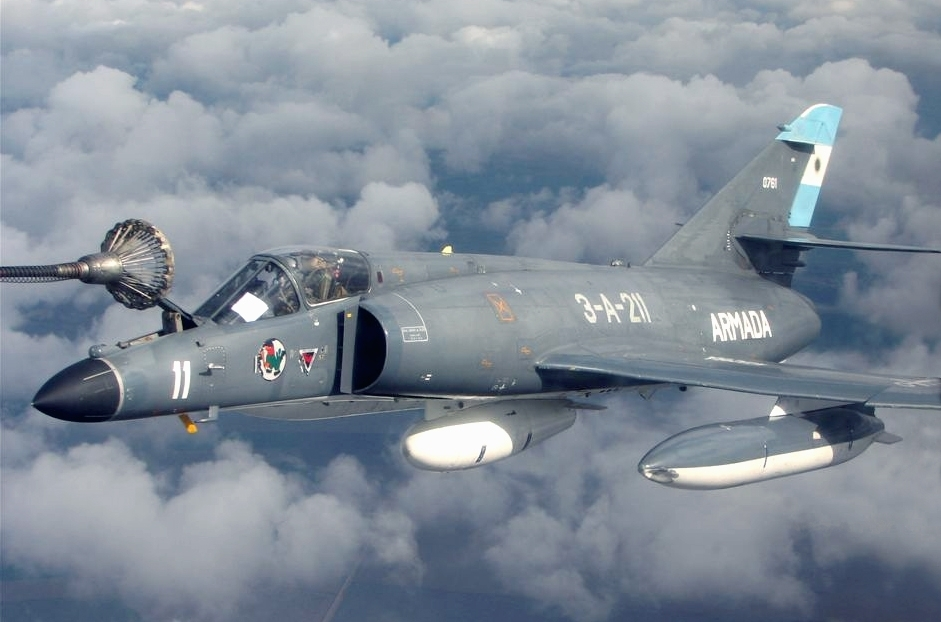
Argentinský Super Étendard během tankování paliva za letu.

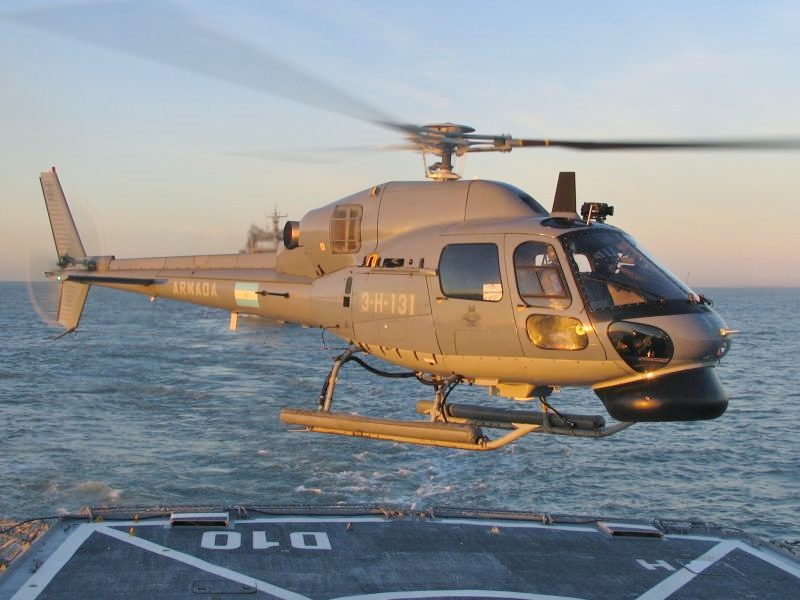
Eurocopter Fennec

Tabulka obsahuje přehled letecké techniky námořního letectva Argentiny v roce 2017 podle Flightglobal.com.
| Název                          | Původ          | Určení                                                | Verze                       | Ve službě      | Poznámky |                |
| Bojové letouny                 | Bojové letouny | Bojové letouny                                        | Bojové letouny              | Bojové letouny | Bojové letouny | Bojové letouny |
| ------------------------------ | -------------- | ----------------------------------------------------- | --------------------------- | -------------- | --- | -------------- |
| Dassault Super Étendard        | Francie        | palubní stíhací bombardér/útočný letoun               | Super Étendard IVM          | 10             | Z původně 14 zakoupených strojů zůstalo v roce 2017 ve výzbroji jen 10, z nichž mnohé byly uzemněny v důsledku nedostatku náhradních dílů. V roce 2017 Argentina zakoupila dalších 5 kusů, vyřazených francouzskou Aéronavale, jako zdroj náhradních dílů, spolu s deseti motory Atar 8K-50, dalšími náhradními součástmi a pozemními letovými trenažéry. |                |
| Speciální letouny              |                |                                                       |                             |                | |                |
| Beechcraft Super King Air      | USA            | námořní hlídkový letoun                               | B-200M/F                    | 4              | |                |
| Grumman S-2 Tracker            | USA            | protiponorkový letoun                                 | S-2T Turbo Tracker          | 2              | |                |
| Lockheed P-3 Orion             | USA            | námořní hlídkový letoun                               | P-3B Orion                  | 4              | |                |
| Dopravní a transportní letouny |                |                                                       |                             |                | |                |
| Beechcraft Super King Air      | USA            | užitkový/lehký dopravní letoun                        | B-200                       | 1              | |                |
| Pilatus PC-6                   | Švýcarsko/USA  | užitkový/lehký transportní letoun charakteristik STOL | Fairchild PC-6 Turbo Porter | 1              | |                |
| Vrtulníky                      |                |                                                       |                             |                | |                |
| Eurocopter Fennec              | EU             | užitkový vrtulník                                     | AS555-SN                    | 3              | |                |
| Sikorsky SH-3 Sea King         | USA            | protiponorkový a víceúčelový vrtulník                 | UH-3H Sea King              | 5              | |                |
| Cvičná letadla                 |                |                                                       |                             |                | |                |
| Beechcraft T-34 Mentor         | USA            | cvičný letoun                                         | T-34C-1                     | 10             | |                |